# تپه کرکان
تپه کرکان مربوط به سده‌های اولیه دوران‌های تاریخی پس از اسلام است و در شهرستان تفرش، بخش فراهان، دهستان فرمهین، روستای کرکان واقع شده و این اثر در تاریخ ۱۵ دی ۱۳۸۷ با شمارهٔ ثبت ۲۴۲۹۷ به‌عنوان یکی از آثار ملی ایران به ثبت رسیده است.